# Nigramma rotundipennis
Nigramma rotundipennis là một loài bướm đêm trong họ Noctuidae.